# 香港海底トンネル
香港海底トンネル (英語: Cross-Harbour Tunnel, 中国語: 香港海底隧道, 略称: 紅隧, CHT, XHT) は、香港で最初に建設された海底トンネルである。2本のスチール道路トンネルに各2車線があり、シングルシェル沈埋トンネル方式が建設に使用された。
1972年8月2日に開通し、3本ある香港の海底自動車トンネルの中では最も古い。BOT方式に基づき、30年間私営機関のもとで建設され、1999年8月に委任が終了し、香港政府が運営している。香港島へ直接結んでおり、現在では、香港や世界で最も混雑する道路の1つとなっている。

## 歴史
私企業により建設された後、30年間特許のもとで運営され、九龍と香港島の間を結ぶ最初の道路である、長さ1.8 km (1.1 mi)のトンネルが1972年に開通した。トンネルの開通前には、湾を横断する自動車は油蔴地小輪、乗客はスターフェリーに依存していた。
トンネルは、ビクトリア・ハーバーの両サイドの主要な金融・商業地区を結んでおり、九龍、紅磡湾の埋立地と奇力島（もともと島であったが、現在は埋め立てによって香港島とつながっている）をつなぐ。料金所は、紅磡のトンネル出口に位置しており、14のブースが設置されている。
運営特許が満了し、政府が後任を引き受けた1999年8月からは、湾横断トンネル会社によって運営されている。2010年11月1日からは、トンネルはサーコ・グループによって管理・運営・維持されている。

### 料金の変化
|                          | 1972年〜 | 1984年〜 | 1992年〜 | 1999年〜 |
| ------------------------ | -------- | -------- | -------- | -------- |
| 自家用車                 | $5       | $10      | $10      | $20      |
| タクシー                 | $5       | $10      | $10      | $10      |
| 軽自動車                 | $10      | $15      | $15      | $15      |
| 大型車                   | $20      | $25      | $30      | $30      |
| 出典: Consultancy report |          |          |          |          |

トンネルは、年間およそ700HK$の収益(誤訳の可能性大)を得ている。

## 交通
トンネルを通るバス路線:
- 九龍バス/新世界第一バス: 101, 101R, 102R, 104, 106, 106A, 106P, 109, 110, 111, 111P, 112, 113, 115, 115P, 116, 301, 305, 802, 811
- 九龍バス/シティバス: 102, 102P, 103, 103P, 107, 107P, 117, 118, 118P, 170, 171, 171A, 171P, 182
- 九龍バス: 108, 336
- 夜行バス: N11, N118, N121, N122, N170, N171, N182, N368